# Yichun (Jiangxi)
Pour les articles homonymes, voir Yichun.
Yichun (chinois : 宜春 ; pinyin : Yíchūn) est une ville du nord-ouest de la province du Jiangxi en Chine. On y parle le dialecte de Yichun du gan.

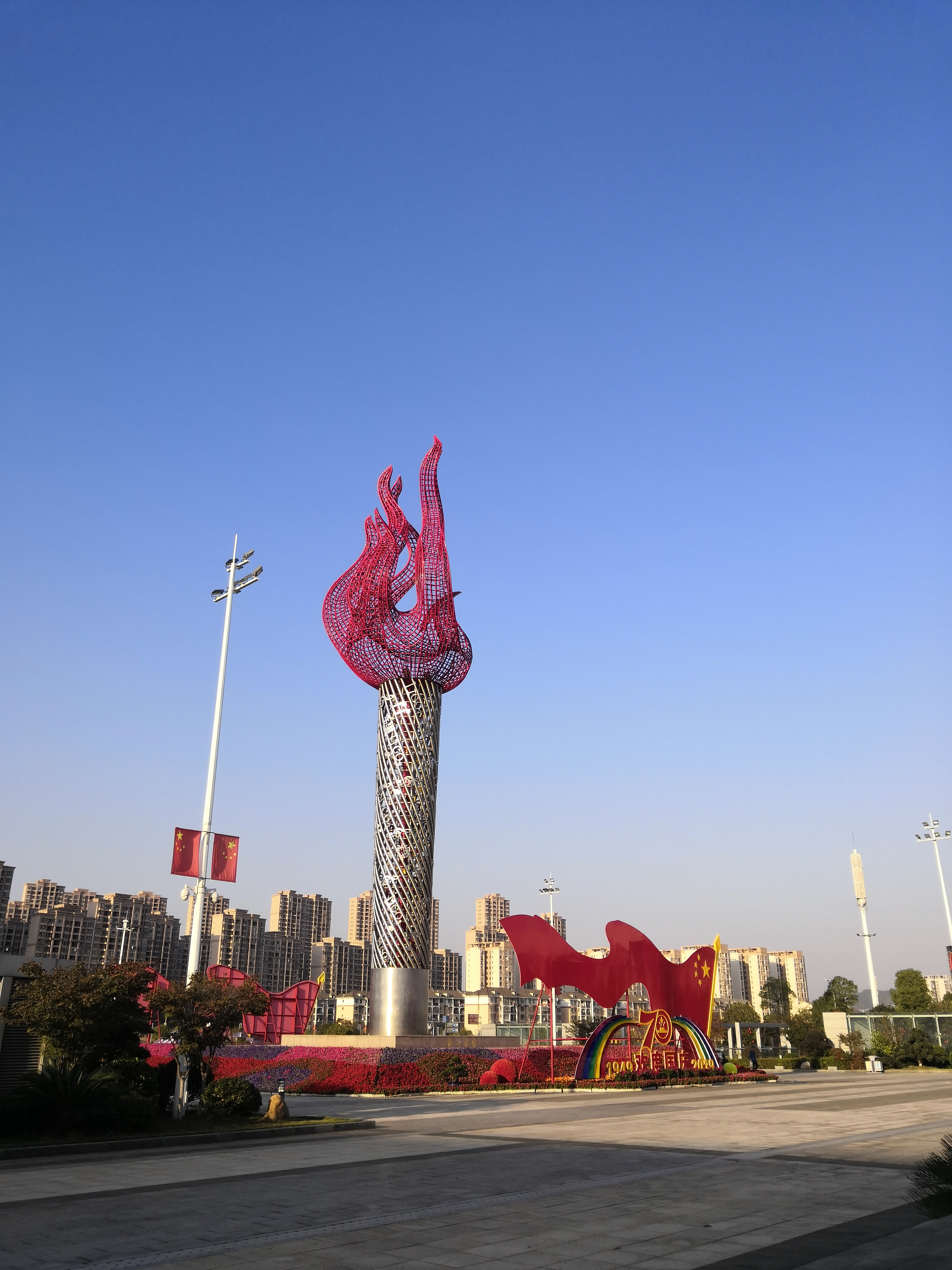
Torche à la gare de Yichun en octobre 2019

## Économie
En 2005, le PIB total a été de 37,2 milliards de yuans, et le PIB par habitant de 6 995 yuans.

## Subdivisions administratives
La ville-préfecture de Yichun exerce sa juridiction sur dix subdivisions - un district, trois villes-districts et six xian :
- Le district de Yuanzhou - 袁州区 Yuánzhōu Qū ;
- La ville de Fengcheng - 丰城市 Fēngchéng Shì ;
- La ville de Zhangshu - 樟树市 Zhāngshù Shì ;
- La ville de Gao'an - 高安市 Gāo'ān Shì ;
- Le xian de Fengxin - 奉新县 Fèngxīn Xiàn ;
- Le xian de Wanzai - 万载县 Wànzǎi Xiàn ;
- Le xian de Shanggao - 上高县 Shànggāo Xiàn ;
- Le xian de Yifeng - 宜丰县 Yífēng Xiàn ;
- Le xian de Jing'an - 靖安县 Jìng'ān Xiàn ;
- Le xian de Tonggu - 铜鼓县 Tónggǔ Xiàn.

## Transports
La ville est desservie par l'Aéroport de Yichun Mingyueshan.